# Eagleville (Misuri)
Eagleville es un pueblo ubicado en el condado de Harrison en el estado estadounidense de Misuri. En el Censo de 2010 tenía una población de 316 habitantes y una densidad poblacional de 119,97 personas por km².

## Geografía
Eagleville se encuentra ubicado en las coordenadas 40°28′7″N 93°59′10″O / 40.46861, -93.98611. Según la Oficina del Censo de los Estados Unidos, Eagleville tiene una superficie total de 2.63 km², de la cual 2.62 km² corresponden a tierra firme y (0.69%) 0.02 km² es agua.

## Demografía
Según el censo de 2010, había 316 personas residiendo en Eagleville. La densidad de población era de 119,97 hab./km². De los 316 habitantes, Eagleville estaba compuesto por el 98.1% blancos, el 0.32% eran afroamericanos, el 0.32% eran amerindios, el 0% eran asiáticos, el 0% eran isleños del Pacífico, el 0% eran de otras razas y el 1.27% pertenecían a dos o más razas. Del total de la población el 1.58% eran hispanos o latinos de cualquier raza.